# Líder de la oposición (Alemania)
El líder de la oposición en Alemania es el líder parlamentario de la facción más fuerte de la oposición en el parlamento alemán, el Bundestag. Es un título nominal que no tiene ninguna función formal en los estatutos del Bundestag. El líder de la oposición es normalmente la primera persona en responder al portavoz gubernamental más importante durante un debate. Actualmente, Alice Weidel de la AfD es la líder de la oposición, desde el 6 de mayo de 2025.

## Lista
Partido Socialdemócrata de Alemania     Unión Demócrata Cristiana de Alemania/Unión Social Cristiana de Baviera     Partido Democrático Libre     La Izquierda     Alternativa para Alemania
| Legislatura  | N.º  | Fotografía              | Líder de la Oposición            | Inicio del mandato      | Fin del mandato         | Duración del mandato       |
| ------------ | ---- | ----------------------- | -------------------------------- | ----------------------- | ----------------------- | -------------------------- |
| I (1949)     | 1.º  |                         | Kurt Schumacher                  | 7 de septiembre de 1949 | 20 de agosto de 1952    | 2 años, 11 meses y 13 días |
| I (1949)     | 2.º  |                         | Erich Ollenhauer                 | 20 de agosto de 1952    | 7 de septiembre de 1953 | 11 años, 3 meses y 25 días |
| II (1953)    | 2.º  | 7 de septiembre de 1953 | Erich Ollenhauer                 | 15 de octubre de 1957   |                         | 11 años, 3 meses y 25 días |
| III (1957)   | 2.º  | 15 de octubre de 1957   | Erich Ollenhauer                 | 15 de octubre de 1961   |                         | 11 años, 3 meses y 25 días |
| IV (1961)    | 2.º  | 15 de octubre de 1961   | Erich Ollenhauer                 | 14 de diciembre de 1963 |                         | 11 años, 3 meses y 25 días |
| IV (1961)    | 3.º  |                         | Fritz Erler                      | 14 de diciembre de 1963 | 17 de octubre de 1965   | 3 años, 11 meses y 18 días |
| V (1965)     | 3.º  | 17 de octubre de 1965   | Fritz Erler                      | 1 de diciembre de 1966  |                         | 3 años, 11 meses y 18 días |
| V (1965)     | 4.º  |                         | Knut Freiherr von Kühlmann-Stumm | 1 de diciembre de 1966  | 23 de enero de 1968     | 1 año, 1 mes y 22 días     |
| V (1965)     | 5.º  |                         | Wolfgang Mischnick               | 23 de enero de 1968     | 19 de octubre de 1969   | 1 año, 8 meses y 27 días   |
| VI (1969)    | 6.º  |                         | Rainer Barzel                    | 19 de octubre de 1969   | 13 de diciembre de 1972 | 3 años, 6 meses y 29 días  |
| VII (1972)   | 6.º  | 13 de diciembre de 1972 | Rainer Barzel                    | 17 de mayo de 1973      |                         | 3 años, 6 meses y 29 días  |
| VII (1972)   | 7.º  |                         | Karl Carstens                    | 17 de mayo de 1973      | 3 de octubre de 1976    | 3 años, 4 meses y 17 días  |
| VIII (1976)  | 8.º  |                         | Helmut Kohl                      | 3 de octubre de 1976    | 5 de octubre de 1980    | 5 años, 11 meses y 29 días |
| IX (1980)    | 8.º  | 5 de octubre de 1980    | Helmut Kohl                      | 1 de octubre de 1982    |                         | 5 años, 11 meses y 29 días |
| IX (1980)    | 9.º  |                         | Herbert Wehner                   | 1 de octubre de 1982    | 8 de marzo de 1983      | 5 meses y 7 días           |
| X (1983)     | 10.º |                         | Hans-Jochen Vogel                | 8 de marzo de 1983      | 25 de enero de 1987     | 8 años, 8 meses y 4 días   |
| XI (1987)    | 10.º | 25 de enero de 1987     | Hans-Jochen Vogel                | 2 de diciembre de 1990  |                         | 8 años, 8 meses y 4 días   |
| XII (1990)   | 10.º | 2 de diciembre de 1990  | Hans-Jochen Vogel                | 12 de noviembre de 1991 |                         | 8 años, 8 meses y 4 días   |
| XII (1990)   | 11.º |                         | Hans-Ulrich Klose                | 12 de noviembre de 1991 | 10 de noviembre de 1994 | 2 años, 10 meses y 29 días |
| XIII (1994)  | 12.º |                         | Rudolf Scharping                 | 10 de noviembre de 1994 | 27 de octubre de 1998   | 3 años, 11 meses y 17 días |
| XIV (1998)   | 13.º |                         | Wolfgang Schäuble                | 27 de octubre de 1998   | 29 de febrero de 2000   | 1 año, 4 meses y 2 días    |
| XIV (1998)   | 14.º |                         | Friedrich Merz                   | 29 de febrero de 2000   | 22 de noviembre de 2002 | 2 años, 8 meses y 22 días  |
| XV (2002)    | 15.ª |                         | Angela Merkel                    | 22 de noviembre de 2002 | 22 de noviembre de 2005 | 3 años                     |
| XVI (2005)   | 16.º |                         | Wolfgang Gerhardt                | 22 de noviembre de 2005 | 1 de mayo de 2006       | 5 meses y 9 días           |
| XVI (2005)   | 17.º |                         | Guido Westerwelle                | 1 de mayo de 2006       | 28 de octubre de 2009   | 3 años, 5 meses y 27 días  |
| XVII (2009)  | 18.º |                         | Frank-Walter Steinmeier          | 28 de octubre de 2009   | 16 de diciembre de 2013 | 4 años, 1 mes y 19 días    |
| XVIII (2013) | 19.º |                         | Gregor Gysi                      | 16 de diciembre de 2013 | 12 de octubre de 2015   | 1 año, 9 meses y 27 días   |
| XVIII (2013) | 20.º |                         | Dietmar Bartsch                  | 12 de octubre de 2015   | 24 de octubre de 2017   | 2 años y 12 días           |
| XVIII (2013) | 20.ª |                         | Sahra Wagenknecht                | 12 de octubre de 2015   | 24 de octubre de 2017   | 2 años y 12 días           |
| XIX (2017)   | 21.º |                         | Alexander Gauland                | 24 de octubre de 2017   | 26 de octubre de 2021   | 4 años y 2 días            |
| XIX (2017)   | 21.ª |                         | Alice Weidel                     | 24 de octubre de 2017   | 26 de octubre de 2021   | 4 años y 2 días            |
| XX (2021)    | 22.º |                         | Ralph Brinkhaus                  | 26 de octubre de 2021   | 15 de febrero de 2022   | 3 meses y 20 días          |
| XX (2021)    | 14.º |                         | Friedrich Merz                   | 15 de febrero de 2022   | 6 de mayo de 2025       | 3 años, 2 meses y 19 días  |
| XXI (2025)   | 21.ª |                         | Alice Weidel                     | 6 de mayo de 2025       | En el cargo             | 1 mes y 29 días            |
| XXI (2025)   | 23.º |                         | Tino Chrupalla                   | 6 de mayo de 2025       | En el cargo             | 1 mes y 29 días            |